# OpenPOWER基金會
OpenPOWER基金會（英語：OpenPOWER Foundation）是一个与Power架構产品相关的开发社区。
2013年8月6日由IBM公司开始发布OpenPOWER Consortium。

## 會員
成立会员是Google、IBM、Mellanox、英伟达、泰安電腦、浪潮。
2013年12月法人化后的参加成员有Canonical、三星电子、美光、日立制作所、Emulex、Fusion-IO、SK Hynix、赛灵思、Jelich Supercomputer Center、俄勒岡州立大學等。

## 概要
IBM公开了处理器的详细信息、固件、软件等与Power Architecture相关的技术，并将其作为自由许可证提供，成员企业与合作伙伴一起采用协调型开发模式。其目标是为将来的数据中心和云计算各供应商定制的服务器，开始创建服务器供应商用的生态系统（生态系统），以构建网络和存储硬件。
Power.org作为与Power Architecture命令集（ISA）相关的主体而存续，但今后详细的实施将在IBM许可的自由许可证下，各供应商可自由实施。

## 外部鏈結
- OpenPOWER基金會的主页（页面存档备份，存于）
- OpenPOWER Foundation，基于革新的成果和路线图发表-IBM（页面存档备份，存于）